# Ceratobregma acanthops
Ceratobregma acanthops är en fiskart som först beskrevs av Whitley, 1964.  Ceratobregma acanthops ingår i släktet Ceratobregma och familjen Tripterygiidae. Inga underarter finns listade i Catalogue of Life.